# Кришень Валерій Олександрович
Вале́рій Олекса́ндрович Кри́шень (нар. 5 червня 1982 року, с. Світлогірське, Кобеляцький р-н, Полтавська обл.) — перший український мотомандрівник-одинак, що здійснив навколосвітню мандрівку.

## Біографічна довідка
Перший в історії України мотомандрівник, який здійснив навколосвітню подорож на власному мотоциклі.
- По закінченню у 1999 році світлогірської загальноосвітньої школи вступив до Кременчуцького інституту Дніпропетровського університету економіки та права на фінансово-економічному факультеті кафедри банківської справи.
- 2004–2005 — працював у банківській сфері у Кременчуці та Києві.
- 2005–2008 — експерт з нерухомості в АН «Благовіст» м. Київ
- З 2007 року — журналіст, та незалежний експерт українського мотовидавництва «Байк».

Хобі — мототуризм, мандри, фотомистецтво, сноуборд, шахи, настільний теніс.

## Досягнення та рекорди
- Станом на 2011 рік, досвід їзди на мотоциклі у Кришень Валерія становить понад 10 років.
- За роки керування мотоциклом мототурист подолав близько 500 тис. км.
- Найбільш значимою для Валерія стала його мотомандрівка навколо світу 2010–2011 р, під час якої Валерій подолав 63 тис. км шляху, який не завжди відповідав визначенню «дорога» [Архівовано 2 вересня 2011 у Wayback Machine.].[4]
- Під час навколосвітньої мандрівки Кришень перетнув кордони 28 країн світу, розташованих на трьох континентах земної кулі, витративши на мандрівку 307 днів[5].
- В. Кришень — перший українець, що на власному транспортному засобі досяг найвищої високогірної вершини, куди є можливість дістатися транспортом, (Болівія, 4618 м над рівнем моря). (Навколосвітня мандрівка 2010–2011)
- В. Кришень — перший український мотомандрівник, хто власним мотоциклом проїхав «дорогою смерті» що у Болівії (висота над рівнем моря 3000 м), та пустелю Уюні (3800 м над рівнем моря). (Навколосвітня мандрівка 2010–2011).
- Навколосвітню мандрівку 2010–2011 р. українській мотомандрівник присвятив 20-річчю Незалежності України.
- Глядацька та читацька аудиторія, для якої працювали ЗМІ, висвітлюючи події подорожі, склала понад 30 млн осіб.

## Цікаві факти з життя
- Валерій Кришень захопився мотоциклами у дуже юному віці.
- У 18 років на власноруч зібраному з запчастин та агрегатів мотоциклі «Дніпро 10» Валерій об'їхав 2 500 км узбережжям кримського півострову автономної республіки Крим (Україна).
- Під час навчання у кременчуцькому інституті дніпропетровського університету економіки та права на фінансово-економічному факультеті кафедри «банківська справа» (1999–2004 році), де був старостою групи, серйозно захопився мрією здійснити навколосвітню мандрівку. Зокрема почав планувати майбутню навколосвітню подорож, готуючи морально себе до виснажливого випробування.
- Перші мандрівки Кришень Валерія здебільшого мали випробувальний характер як для техніки, так і для самого мандрівника. На той період маршрути та напрямки руху українського мототуриста пролягали територією України, Росії, Білорусі і Молдови. Позаду у Валерія мотопробіги «Київ-Сочі», «Київ-Санкт-Петербург», «Київ-Москва», «Київ-Іркутськ» (оз. Байкал), «Київ-Владивосток-Київ» (2009–2010).
- З 2012 року Валерій допомагає у підготовці до навколосвітньої подорожі українки Анни Гречишкіної. Вона стане першою жінкою з просторів СНД, що об'їде земну кулю мотоциклом наодинці.

## Навколосвітня мандрівка 2010–2011
- Маршрут навколосвітньої подорожі мотоцикліста, що мала назву «Dreams Come True» («мрії збуваються» — укр.) 2010–2011 років, пролягав таким шляхом: Україна — Росія — Казахстан — Росія — Корея — США — Мексика — Гватемала — Гондурас — Нікарагуа — Коста Рика — Панама — Колумбія — Еквадор — Перу — Болівія — Чилі — Аргентина — Парагвай — Бразилія — Португалія — Іспанія — Італія — Франція — Австрія — Німеччина — Австрія — Словаччина — Хорватія — Боснія і Герцоговина — Хорватія — Угорщина — Україна. (див. Мапу);
- На 150 кілометрі між Астаною (Казахстан) і Барнаулом Валерій через прокол передньої покришки впав з мотоцикла, та серйозно травмував ліву ногу. Отримавши завдяки друзям належну медичну допомогу і провівши через зламану ногу два тижні у гіпсу, мототурист знову продовжив мандрівку. Через те що втратив час, Валерій був вимушений підкорегувати свій маршрут відмовившись від перетину Монголії аби вкластися у намічені строки повернення на Батьківщину;
- Під час перетину кордону з Колумбією Валерія було схоплено прикордонно-митною службою і звинувачено у незаконному перетині кордону.

Українцю належало відбути покарання у вигляді 5 років позбавлення волі з конфіскацією усього майна/ Завдяки зусиллям федерації мотоспорту України ФМУ та українського посольства у Перу (м. Ліма) мотомандрівника вдалося врятувати від в'язниці і він продовжив свою мандрівку світом;
- 1 червня перетнувши Атлантичний океан літаком і здійснивши приземлення у Лісабоні (Португалія) Валерій дізнався що його мотоцикл «Honda Africa Twin» через бюрократичну тяганину залишився у Бразильському аеропорту міста Belo Horizonte. Чекати на доправку на європейський материк мотоцикла довелося майже тиждень. Посприяла швидкому розв'язанню питання знов таки Українська Федерація Мотоспорту на чолі з її президентом — Вадимом Копиловим.[джерело?].
- 23 червня 2011 року Валерій Кришень закінчив свою навколосвітню подорож у Києві на Контрактовій площі. А вже 24 червня свого земляка почесно вітали у селищі Світлогірське[джерело?] (кінцевому пункті призначення) його односельці, шкільні друзі і звісно велика родина.

## Всеукраїнське турне— «Обличчя Світу» 2011–2012
2012 рік Валерій Кришень розпочав з заснування Всеукраїнської молодіжної громадської організації «Мрії здійснюються». Метою проекту має стати допомога і підтримка будь-яких починань, що дозволять створити підґрунтя для виховання патріотизму серед української молоді. Розбудову заснованої справи Валерій вирішив розпочати з всеукраїнського турне країною, основою котрого стала фотовиставка під назвою «Обличчя Світу»[недоступне посилання з липня 2019][джерело?]. 

Всеукраїнське турне фотовиставки «Обличчя Світу». 2011–2012 р.

 Під час фотовиставки (яка проходила у містах: Київ, Кременчук, Кіровоград, Запоріжжя, Херсон, Тернопіль, Івано-Франківськ та ін.) усі охочі мали змогу поспілкуватися наживо з самим мандрівником, побачити на власні очі спорядження яке допомагало мандрівнику у його мандрівці. Та власне байк, завдяки якому В. Кришень спромігся досягти мрії всього життя![джерело?] Зокрема на фотовиставці було представлено 60 фоторобіт автора, відібраних з-поміж тисяч знімків, зроблених під час мандрівки Світом. Кожен знімок зупинив мить і відобразив людей різних віросповідань та різних відтінків шкіри, а також чудові краєвиди більш як 28 країн розташованих на 3 континентах Світу, тому зі слів автора вибір був неймовірно складним.
«З-поміж тисячі знімків, зроблених мною під час навколосвітньої подорожі, було відібрано лише 60 найкращих. Ці всі роботи і будуть представлені на виставці. Також буде присутній мотоцикл, спорядження та багато цікавого спорядження, що я використовував у своїй подорожі» (В. Кришень).
Під час відвідин заходу особливе захоплення викликало у вихованців інтернату № 7  [Архівовано 19 травня 2012 у Wayback Machine.][джерело?] (м. Запоріжжя) спілкування з Валерієм. Багато хто з молоді зрозумів що справжні герої зростають не біля моніторів комп'ютера. А головне, діти замріялися. Тепер справа за дорослими, підтримати їх і допомогти здійснити їхні дитячі мрії. А це, власне кажучи, і є основною метою першого українського навколосвітнього мотомандрівника Кришень Валерія на сьогоднішній день — допомогти іншим втілити у життя мрію свого життя.

## Honda XRV650/750 Africa Twin Кришень Валерія
Передмова
Створена на зразок боліда «XLV» для ралі-рейдів Paris-Dakar «Africa Twin» сьогодні, як і всі 15 років виробництва і надалі затребувана як серед любителів далеких подорожей, так і серед тих, кому потрібен надійний і невибагливий мотоцикл.

### Історія моделі
- На початку 80-х років минулого століття, практично кожна мотоциклетна фірма вважала своїм обов'язком взяти участь в «Дакаровском марафоні». Не виключенням була і японська «Honda» … Але заявлений для «Дакара» мотоцикл повинен був бути серійною версією, це було чи не єдиною умовою для участі в змаганні.
- Завдяки зусиллям інженерів з «Honda» з воріт заводу у 1982 році викотився важкий ендуро «Honda XLV750R», оснащений модифікованим V2 від чоппера «NV750 Custom» і приводом через кардан на заднє колесо.

Можливо злий жарт з «XLV» зіграв не зовсім вдалий старт в «Дакарі», але тоді пальму першості в «Honda» відібрали їхні давні суперники і конкуренти з «Yamaha» з їх «Super Tenere». Всього модель «XLV» було випущено не більше 300 мотоциклів.
- Ніша «переможного „ендуро“» була зайнята, проте зупинятися на півдорозі не властиво нащадкам самураїв і в «Honda» вирішили акцентувати увагу на витривалості й надійності своєї наступної моделі випустивши в 1988 році цивільну (спрощену версію) із зменшеним об'ємом двигуна і ланцюговою передачею. Це й була перша «Африка XRV-650». Мотоцикл позбувся «дитячих» хвороб свого попередника: вузького сидіння і слабких гальм.
- У 1990 році обсяг двигуна «Африки» довели до затребуваних потенційними покупцями — 750 кубиків, вийшла «XRV-750». Доопрацьований двигун з поліпшеною динамікою, показниками комфорту і надійності він одразу ж здобув собі повагу серед шанувальників ендуро.
- У 1992 році на вже знайомому нам «XRV-750» з'явилася важлива деталь — бортовий комп'ютер.
- У 1993 році ряд змін торкнувся конструкції мотоцикла. Була встановлена нова рама, занижена висота по сідлу.
- У 1996 році поліпшені характеристики зчеплення, збільшений розмір глушника, верхня частина обтічника та багажна платформа також зазнали змін.
- У 2003 році випуск морально застарілої моделі «Honda XLV650/750R Africa Twin» припинився.

Його місце зайняла модель що паралельно сходила з конвеєра з 1987 року — «XL 700V ABS TransAlp» і абсолютно новий, більш потужний і ще більш важкий «Honda XL 1000V ABS Varadero». Але якщо перший — «паркетник», то другий по класу ближче до «турера».
Однак, незважаючи на наявність здавалося б очевидної альтернативи «Honda XLV650/750R Africa Twin» як і раніше затребуваний серед справжніх поціновувачів надійної, витривалої, ремонтопридатної і невибагливої двоколісної техніки, тим більше, що ніша «чистого» ендуро в «Honda» наразі залишається вільною. Підтвердженням популярності «Африки» є: стійкий попит на цю модель в усьому світі і той факт, що за стільки років випуску лише лічені моделі могли так довго протриматися на конвеєрі.

### Підготовка мотоциклу до навколосвітньої подорожі
- Рама почищена та перефарбована порошковою фарбою;
- Збільшена висота керма на 70 мм для зручної їзди стоячи на підніжках;
- В середину керма (для зменшення вібрації) завантажено подрібнений свинець і збільшено вагу вантажів рульової колонки;
- Перебрані та збалансовані колеса, встановлені анодовані спиці; перешито сидіння із заміною наповнювача;

Замінено
- оригінальний електричний бензонасос на вакуумний від навісного човнового двигуна «Вихор»;
- кулькові опорні підшипники рульової колонки на роликові конусні;
- стандартні пружини у передній вилці на прогресивні з заміною мастила Ipone 10W;
- стандартна гальмівна магістраль на армовану «Goodridge» переднього контуру та пелюсткові диски ЕВС;
- звичайні роз'єми реле-регуляторів на посріблені;
- підшипники у колесах та у важелях задньої підвіски;
- стокова вихлопна труба на «прямоток» з dB-кілером (флейтою) всередині (переваги останнього — загальна вага менша на 5 кг);
- стоковий ланцюг на ланцюг «Heavy Duty 525» та стокові зірки на зірки «JT Sprockets» (що як довела практика забезпечило понад 60 тис. км безпроблемної їзди) у парі з модифікованим автозмазчиком ланцюга, збільшеного (до 200 мл) об'єму.

Додатково
- новий вітровик (виготовлений власноруч з полікарбонату) з покращеними властивостями вітрообтічності і підвищеним запасом міцності;
- підігрівач ручок керма «Daytona»;
- додаткове освітлення — 2 протитуманки потужністю 2×55 Вт;
- три 12V розетки (одна посередині кокпіту, дві трохи лівіше);
- додаткові прилади: вольтметр, термометр, годинник;
- модифіковані дуги «Givi» з металевими бічними кофрами для інструменту та медикаментів (перероблених власноруч мотомандрівником з ЗІПів трактора «ДТ-75»);